# Tonaudiogramm
Ein Tonaudiogramm (Reintonaudiogramm (RTA), Hörkurve oder kurz Audiogramm) entsteht durch Messung des subjektiven Hörvermögens für Töne, also der frequenzabhängigen Hörempfindlichkeit eines Menschen.

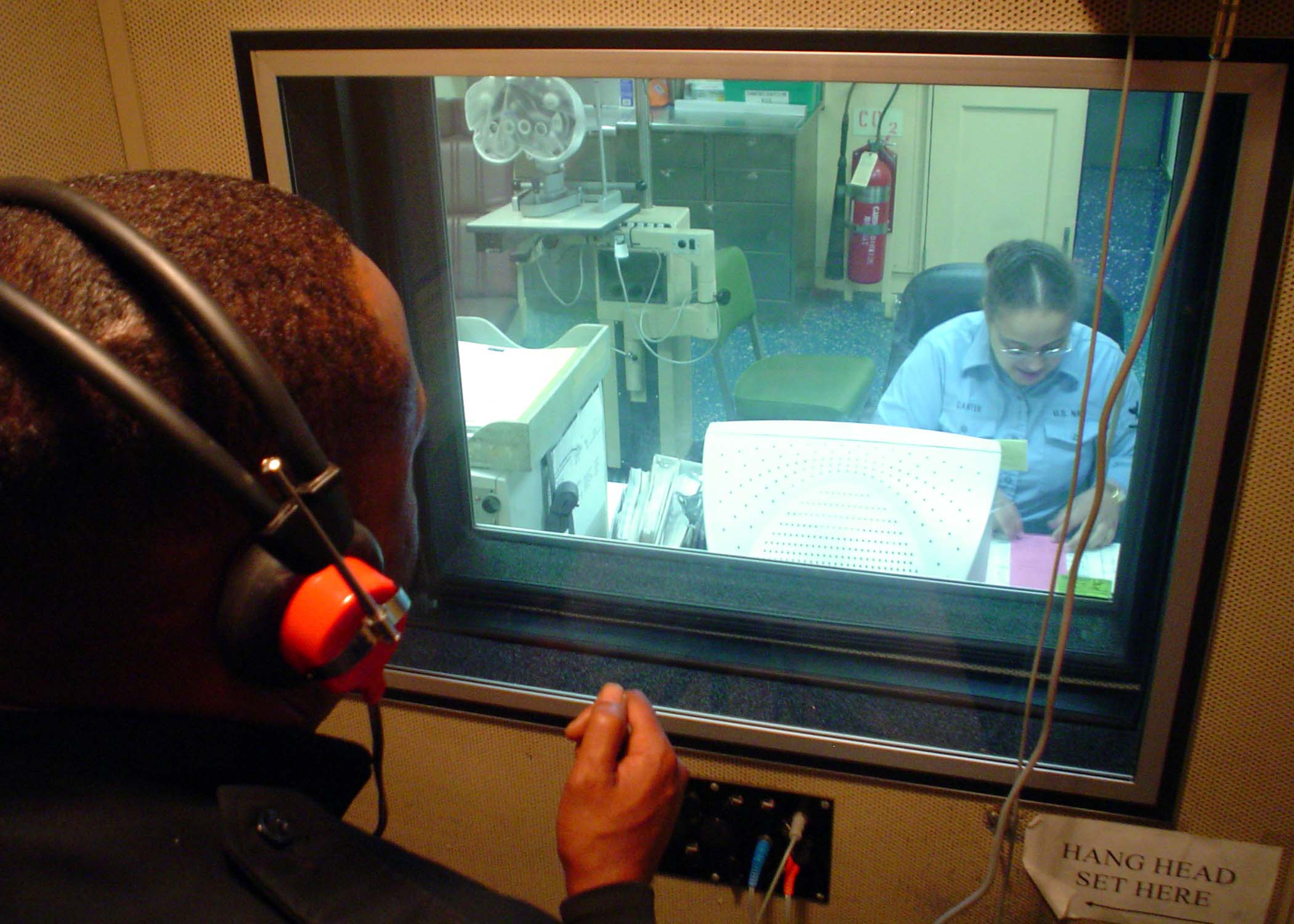
Aufnahme eines Audiogramms

Es ist als eine Methode der Audiometrie ein wichtiges Diagnosewerkzeug der Hals-Nasen-Ohren-Heilkunde und der Pädaudiologie. Mit einem Tonaudiogramm können Aussagen über die Symptome und manchmal auch über die Ursachen von Störungen des Hörvermögens getroffen werden.

## Erstellung eines Tonaudiogramms

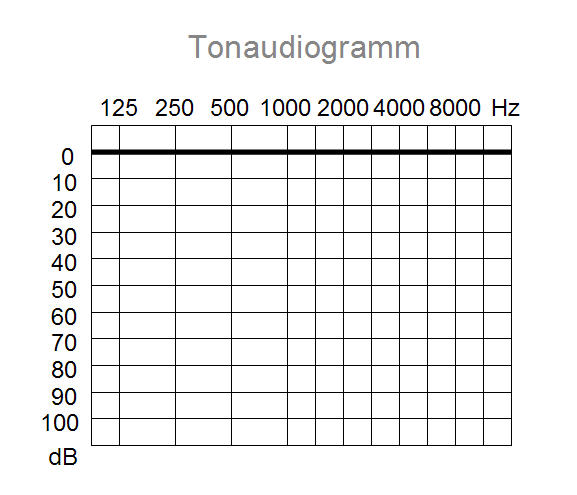
Tonaudiogramm-Formular

Zum Aufnehmen eines Tonaudiogramms ist die Mitarbeit des Probanden notwendig. Der Untersucher spielt der Reihe nach bestimmte Töne in jeweils steigender Lautstärke über Kopfhörer oder Knochenleitungshörer ab, für bestimmte Fragestellungen auch über Lautsprecher. Die Lautstärke wird bei den meisten Tonaudiometern in 5-Dezibel-Schritten erhöht. Der Proband gibt das vereinbarte Zeichen (meistens durch Drücken eines Knopfes), sobald er den Ton hört. Dieser Vorgang wird wiederholt, bis die Hörschwelle genau festgestellt ist. Die Untersuchung wird sowohl für Luftleitung als auch für Knochenleitung durchgeführt.
Der festgestellte Dezibel-Wert wird für jede geprüfte Tonhöhe als Hörschwelle in ein genormtes Formular eingetragen. Auf der horizontalen Achse dieses Formulars ist die Tonhöhe (Frequenz in Hertz oder Kilohertz) angegeben. Die senkrechte Achse gibt – und zwar von oben nach unten zunehmend – die Lautstärke in Dezibel an, bei der die Hörschwelle liegt. Die Bezeichnung der Maßeinheit ist dBHL (wie Hearing Level), da ein Schalldruckpegel angegeben wird; die Linie bei 0 dBHL entspricht dem genormten Bezugswert p0, der nahe bei der Hörschwelle eines gesunden Probanden liegt. Für die Ergebnisse werden im Formular einheitliche Zeichen eingetragen, nämlich für Luftleitung rechts „o“, links „x“, für Knochenleitung rechts „>“ und links „<“.
Hierzu liegt als Standard für die Ausführung die Norm DIN EN ISO 8253  „Audiometrische Prüfverfahren“ vor.

## Aussage eines Tonaudiogramms
Ein Tonaudiogramm gibt die Luftleitungshörschwelle (Leitung der Schallsignale über das Außenohr) und Knochenleitungshörschwelle (Leitung der Schallsignale über den Schädelknochen) bei den verschiedenen Frequenzen (Tonhöhen) an. Ist die Luftleitungshörschwelle normal, dann arbeiten Gehörknöchelchen, Sinneszellen in der Gehörschnecke (Cochlea) und Gehörnerv normal.
Bei einer Schallempfindungsstörung liegen Luftleitungs- und Knochenleitungshörschwelle in gleicher Weise bei höheren Dezibel-Werten als beim Normalhörenden. Werden dagegen Töne über Luftleitung schlecht, über Knochenleitung aber normal wahrgenommen, handelt es sich um eine Schallleitungsstörung. Beide Formen der Schwerhörigkeit können gleichzeitig vorliegen; dann ist die Knochenleitungshörschwelle schlechter als normal, die Luftleitungshörschwelle jedoch noch schlechter. Man spricht dann von einer kombinierten Schwerhörigkeit.

## Schallquellen für Tonaudiogramme
Für die Messung der Luftleitung werden Kopfhörer verwendet, für bestimmte Fragestellungen Lautsprecher (Freifeldaudiometrie). Die Untersuchung muss zum Ausschluss von Störschall in einem schallgedämmten, reflexionsarmen Raum, meistens einer schalldichten Kabine, erfolgen.
Zur isolierten Messung der Funktion des Innenohres wird ein Knochenleitungshörer verwendet. Ein Knochenleitungshörer ist vom Prinzip her ein Lautsprecher, der über keine Membran verfügt, so dass er keinen Schall über die Luft abstrahlen kann. Er wird auf der Seite des zu untersuchenden Ohres an den Schädel (Warzenfortsatz) angelegt und überträgt so die Schwingungen auf den Knochen und direkt auf das Innenohr.
Da sich bei der Messung mit einem Knochenleitungshörer der Schall über den ganzen Schädel ausbreitet, hört das gegenüberliegende Ohr einen deutlichen Anteil des angebotenen Signals. Bei unterschiedlicher Hörempfindlichkeit der Ohren wird aus diesem Grund das nicht geprüfte, besser hörende Ohr mit einem lauten Rauschen aus einem Kopfhörer „taub gemacht“ (Vertäubung), sodass nur das andere Ohr die Töne wahrnehmen kann. Bei sehr großen Seitenunterschieden muss auch bei der Prüfung mit Kopfhörer das nicht geprüfte Ohr vertäubt werden.

## Zuverlässigkeit des Ergebnisses
Die Untersuchung ist auf die Mitarbeit der untersuchten Person angewiesen. Personen, die mit der Aufgabe überfordert sind (z. B. kleinere Kinder), können so nicht untersucht werden. Auch ist es einem Patienten möglich zu aggravieren, also bestehende Symptome schlimmer darzustellen, als sie sind, oder überhaupt zu simulieren. Für eine grobe Beurteilung der Hörfähigkeit von nicht-kooperativen Personen können, ähnlich wie beim Neugeborenenhörscreening, Frühe akustisch evozierte Potentiale benutzt werden.

## Unterscheidung nach Ablauf und Tonfolge
Es gibt verschiedene Arten, ein Tonaudiogramm aufzuzeichnen. Sie unterscheiden sich vor allem darin, in welcher Abfolge dem Probanden die Schallreize dargeboten werden und wie der Proband darauf reagieren soll.
Die einfachste Methode ist, einen Ton unterhalb der normalen Hörschwelle einzuspielen und dann den Pegel solange zu erhöhen, bis der Proband die Wahrnehmung bestätigt. Um Unsicherheiten auszuschließen, wird das Verfahren für jeden Ton üblicherweise wiederholt. Es können mit diesem Verfahren diskrete Hörschwellen für einzelne Frequenzen aufgezeichnet werden.
Weniger üblich, da relativ zeitaufwändig ist das Békésy-Tracking, bei dem die Tonhöhe kontinuierlich erhöht wird und der Proband durch Drücken bzw. Loslassen einer Taste den Pegel absenken bzw. erhöhen kann. Wie bei den meisten anderen Verfahren bekommt er lediglich die Anweisung, bei einem Höreindruck den Knopf zu drücken. Da der Proband keine Möglichkeit hat, den Pegel konstant zu halten, ergibt sich im Audiogramm eine charakteristische, engmaschige Zickzacklinie, die die eigentliche Hörschwelle abwechselnd unter- und überschreitet.

## Beispiele

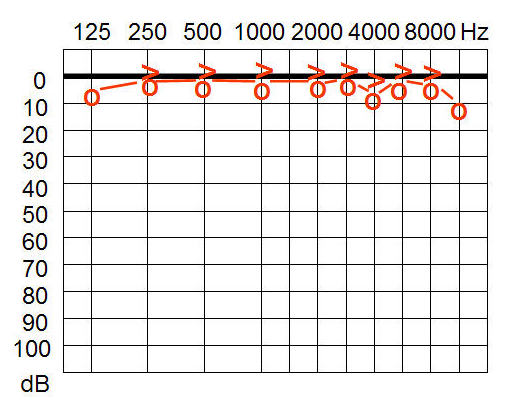
Tonaudiogramm, Normalhörigkeit
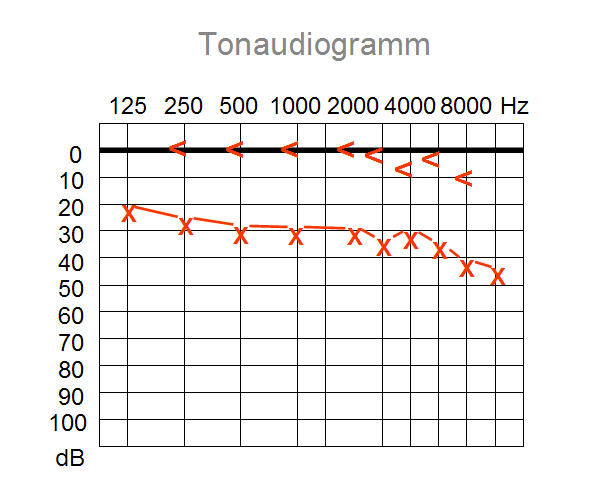
Tonaudiogramm, Schallleitungsstörung
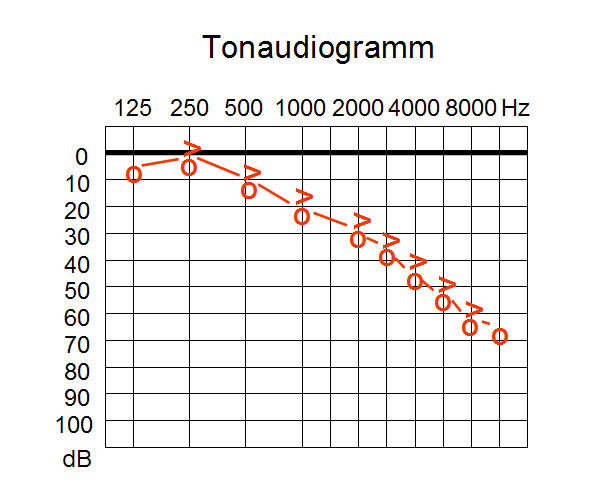
Tonaudiogramm, Schallempfindungsstörung
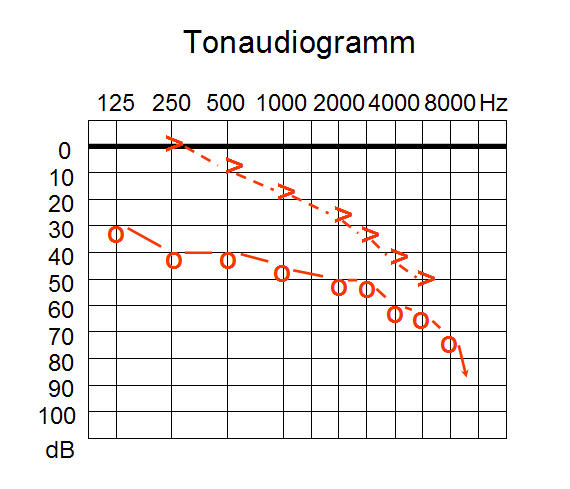
Tonaudiogramm, kombinierte Schwerhörigkeit

Typische pathologische Befunde in der Audiometrie sind:
- Wannenförmige Senke der Knochenleitungsschwellenkurve im Bereich 2 kHz (Carhart-Senke) bei gleichzeitig vorhandener Schallleitungsstörung und normalem Trommelfellbefund, charakteristisch für Otosklerose,
- Senke im tiefen und mittleren Frequenzbereich (Bassschwerhörigkeit, „Hydropskurve“) (Schallempfindungsschwerhörigkeit), charakteristisch für Morbus Menière,
- Hochtonabfall (Schallempfindungsschwerhörigkeit), häufig bei Presbyakusis (Altersschwerhörigkeit),
- C5 (ca. 4000 Hz)-Senke (Schallempfindungsschwerhörigkeit), charakteristisch für Lärmschwerhörigkeit.